# 印度尼西亚地理
印度尼西亚共和国位于亚洲东南部，地处南纬11°至北纬6°，东经95°至141°之间，地跨赤道，由太平洋和印度洋之间17508个大小岛屿组成（其中约6000个是有人定居的岛屿），是世界上最大的群岛国家，号称“千岛之国”。
印尼与巴布亚新几内亚、东帝汶、马来西亚接壤，与泰国、新加坡、菲律宾、澳大利亚等国隔海相望。陆地面积为1,904,443平方公里，海洋面积（不包括专属经济区）3,166,163平方公里，海岸线长54716公里。主要岛屿有爪哇岛、苏门答腊岛、加里曼丹岛（与文莱和马来西亚共有）、新几内亚岛（与巴布亚新几内亚共有）和苏拉威西岛等。各岛屿之间构成许多海峡和内海，其中巽他海峡、马六甲海峡、龙目海峡等是沟通太平洋和印度洋的重要通道。内海主要有爪哇海、苏拉威西海、弗洛勒斯海和班达海等。
印尼各岛屿的地形以山地和高原为主，沿海有狭长的平原。主要的大河位于北部的加里曼丹岛，其中卡普阿斯河全长1143公里，为印尼最长的河流。此外印尼还拥有众多的湖泊，其中位于苏门答腊岛北部的火山口湖多巴湖面积1130平方公里，为印尼最大湖泊，也是世界上最大的火山口湖。位於巴布亚岛巴布亞省顶峰县西南的查亚峰海拔4,884公尺，是印尼及大洋洲的最高峰。
印尼地处环太平洋火山带，处于太平洋板块与印度-澳洲板块之间，地震和火山活动频繁，全国共有火山400多座，其中活火山150多座。著名的活火山有默拉皮火山、喀拉喀托火山、马拉皮火山等。
印尼属热带雨林气候，年平均气温25～27℃。分旱季和雨季两季。年平均降雨量2000多毫米。